# Dharapur
Dharapur é uma vila no distrito de Kamrup, no estado indiano de Assam.

## Demografia
Segundo o censo de 2001, Dharapur tinha uma população de 7668 habitantes. Os indivíduos do sexo masculino constituem 54% da população e os do sexo feminino 46%. Dharapur tem uma taxa de literacia de 71%, superior à média nacional de 59,5%: a literacia no sexo masculino é de 74% e no sexo feminino é de 67%. Em Dharapur, 10% da população está abaixo dos 6 anos de idade.